# George Island (ö i Falklandsöarna)
George Island är en ö i territoriet Falklandsöarna (Storbritannien). Den ligger i den sydvästra delen av ögruppen, 150 km sydväst om huvudstaden Stanley.